# Carl Grün
Balthasar Heinrich Friedrich Carl Grün (* 26. Januar 1851 in Dillenburg; † 26. Januar 1916 ebenda) war ein deutscher Gruben- und Hüttenbesitzer sowie Abgeordneter des Provinziallandtages Hessen-Nassau.

## Leben
Carl Grün wurde als Sohn des Hüttenbesitzers und Abgeordneten Johann Carl Grün (1819–1889) und dessen Ehefrau Marie Bücking (1825–1897) geboren. Nach dem Besuch des Pädagogiums in seinem Heimatort besuchte er das Gymnasium Wiesbaden (Abschluss Tertia) und meldete sich als Freiwilliger im Deutsch-Französischen Krieg (1870/1871).
Von seinem Vater übernahm er 1879 den Gruben- und Hüttenbetrieb und wurde nach dessen Tod Alleininhaber der Firma J. C. Grün.
1890 verkaufte er die zum Unternehmen gehörenden Papierfabriken in Haiger, die sein Vater 1866 erworben hatte. 1896 folgte der Verkauf der im Schelder Wald gelegenen Schelderhütte bei Niederscheld, 1872 von seinem Vater erworben.
Sein unternehmerisches Wirken konzentrierte sich auf den umfangreichen Abbau von Eisenerz. 1912 hatte er fast alle Eisenerzgruben im Schelder Wald erworben.
Grün betätigte sich – wie sein Vater – politisch und wurde 1899 Mitglied im Kommunallandtag Nassau des preußischen Regierungsbezirks Wiesbaden bzw. Abgeordneter des Provinziallandtages Hessen-Nassau. Er blieb bis 1914 in den Parlamenten, wo er Mitglied des Finanz-, Wegebau-, Eingaben- und Beamtenausschuss war.
Er war verheiratet mit Julie Jung (1864–1942), Tochter des Hüttenbesitzers Friedrich Jung (1820–1902) und der Adelheid Hellwig (1841–1929). Aus der Ehe ging der Sohn Carl Rudolf (1890–1951) hervor. Er übernahm später die Leitung des Unternehmens.

## Öffentliche Ämter
- 1900 bis 1910 Präsident der Industrie- und Handelskammer Dillenburg
- Mitglied des Bezirkseisenbahnrates
- Vorstandsmitglied der Bergschule Dillenburg

## Ehrungen
- Kommerzienrat